# Evangelische Kirche Roßdorf (bei Darmstadt)

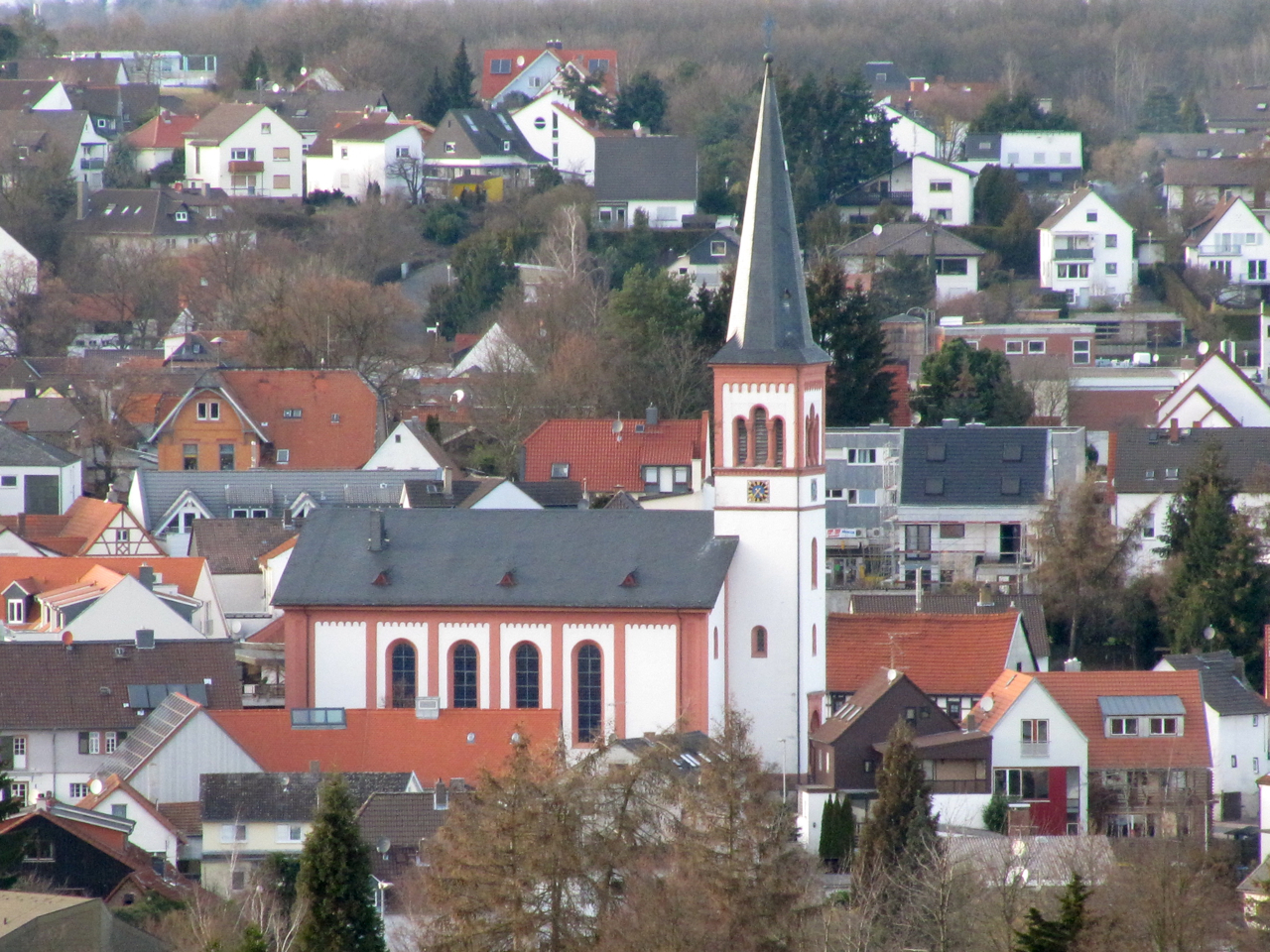
Evangelische Kirche Roßdorf (bei Darmstadt)

Die Evangelische Kirche Roßdorf ist ein denkmalgeschütztes Kirchengebäude, das in Roßdorf steht, einer Gemeinde im Landkreis Darmstadt-Dieburg in Hessen. Die Kirchengemeinde gehört zum Dekanat Darmstadt in der Propstei Starkenburg der Evangelischen Kirche in Hessen und Nassau.

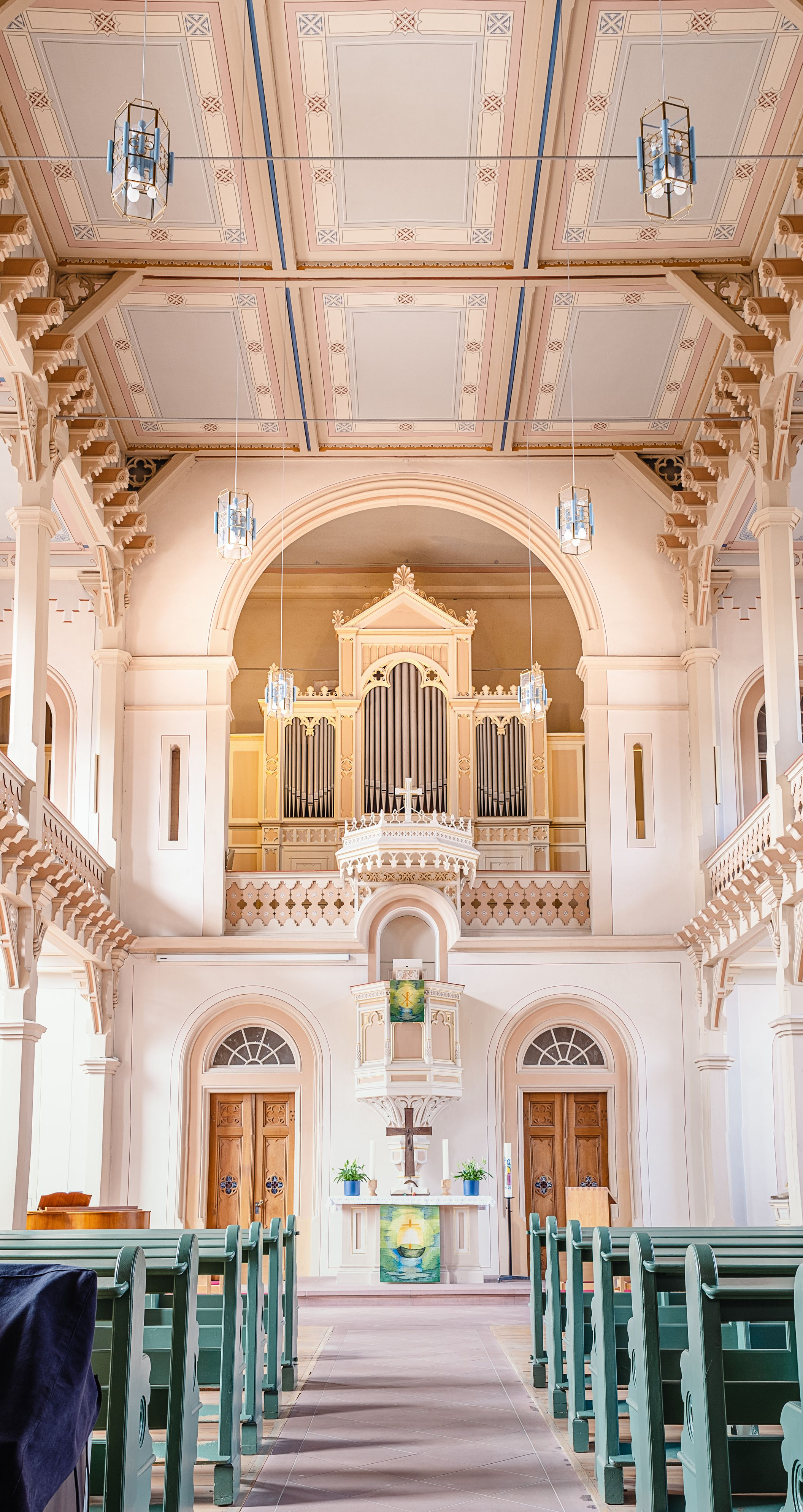
Orgelprospekt Evangelische Kirche Roßdorf

## Beschreibung
Der Grundstein für die neuromanische Emporenhalle nach einem Entwurf von Georg Lerch wurde am 9. Oktober 1849 gelegt und die Einweihung fand am 6. Oktober 1850 statt. Sie ist Nachfolgerin einer früheren Kirche, die jahrhundertelang an gleicher Stelle stand, aber für die wachsende Gemeinde nicht mehr ausreichte. Das Kirchenschiff ist mit einem flachen Satteldach bedeckt, das mit Spitzgauben versehen ist. Unter seiner Dachtraufe befindet sich ein Bogenfries. Die Seitenwände des Kirchenschiffs sind mit Lisenen gegliedert, zwischen denen Bogenfenster angeordnet sind. Der Kirchturm im Osten ist mit einem achtseitigen spitzen Helm bedeckt. Hinter den als Triforien gestalteten Klangarkaden im obersten Geschoss befindet sich der Glockenstuhl.
Schiffseinteilung und Emporen sind aus Holz errichtet, die Decken flach. Das Mittelschiff etwas höher als die Seitenschiffe, seine Decke getäfelt. Die Stützen sowohl unter den Emporen als auch von den Emporen zur Decke sind Bügenpfeiler.

## Glocken
Die Kirche besitzt vier Kirchenglocken, von denen die ersten drei 1949 von der Glocken- und Kunstgießerei Rincker gegossen wurden.
| Name             | Schlagton | Gewicht (kg) | Durchmesser (cm) | Inschrift                                                   |
| ---------------- | --------- | ------------ | ---------------- | ----------------------------------------------------------- |
| Totenglocke      | f′        | 940          | 118              | SELIG SIND DIE TOTEN, DIE IN DEM HERRN STERBEN              |
| Predigtglocke    | a′        | 470          | 094              | SELIG SIND DIE DAS WORT GOTTES HÖREN UND BEWAHREN           |
| Gebetsglocke     | c′        | 280          | 079              | SELIG SIND DIE KNECHTE, DIE DER HERR WACHEND FINDET         |
| Freudenglöcklein | d′        | 200          | 071              | SELIG SIND DIE, WELCHE ZUM ABENDMAHL DES HERRN BERUFEN SIND |

## Orgel
Die erste Orgel wurde 1851 von Georg Rothermel erbaut. Von ihr ist bis heute der Orgelprospekt erhalten. Das zweite Instrument mit 26 Registern auf zwei Manualen und Pedal wurde 1915 von Förster & Nicolaus errichtet und 2023 durch die Thomas Jann Orgelbau GmbH saniert und um drei weitere Register sowie einen mobilen Spieltisch erweitert.